# Didymosphaeria thalictri
Didymosphaeria thalictri är en lavart som beskrevs av Ellis & Dearn. 1897. Didymosphaeria thalictri ingår i släktet Didymosphaeria och familjen Didymosphaeriaceae.   Inga underarter finns listade i Catalogue of Life.